# Clemens Wenzeslaus von Sachsen

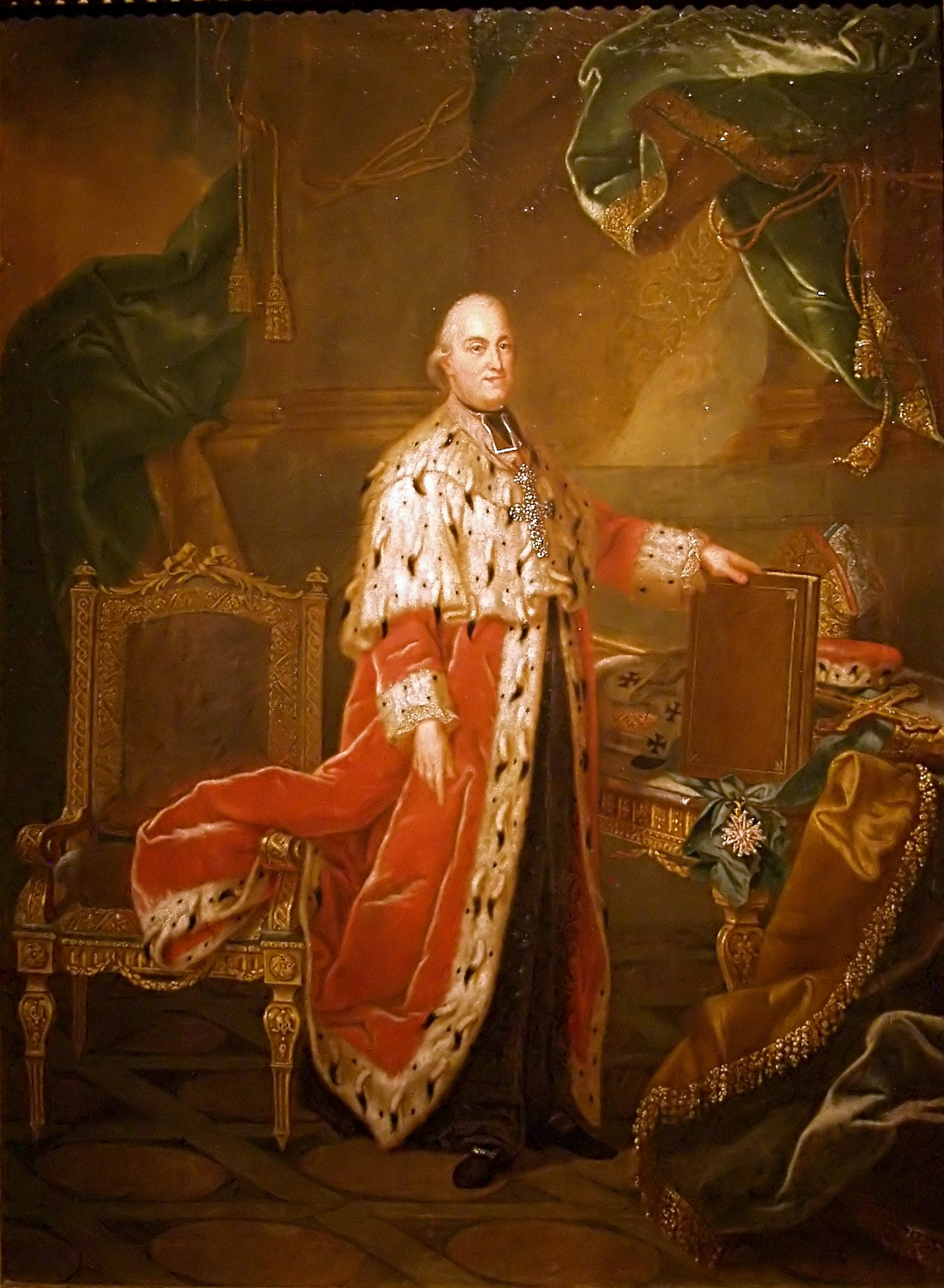
Clemens Wenzeslaus von Sachsen, Gemälde von Heinrich Foelix, kurz nach 1776

Clemens Wenzeslaus August Hubertus Franz Xaver von Sachsen (* 28. September 1739 auf Schloss Hubertusburg in Wermsdorf; † 27. Juli 1812 in Oberdorf im Allgäu) war Prinz von Polen und Herzog zu Sachsen aus dem Haus der albertinischen Wettiner und der letzte Erzbischof und Kurfürst von Trier, der letzte Fürstbischof von Augsburg sowie Fürstpropst von Ellwangen.

## Leben
Er war das vierzehnte Kind und der siebte Sohn von Friedrich August II. Kurfürst von Sachsen und König von Polen (als dieser August III.) und der österreichischen Erzherzogin Maria Josefa und damit Enkel Augusts des Starken und Kaiser Josephs I. Der Ehe seiner Schwester Maria Josefa mit dem französischen Dauphin Ludwig entstammten die drei französischen Könige Ludwig XVI., Ludwig XVIII. und Karl X., deren Onkel er somit war.

### Vom Feldmarschall-Leutnant zum Kurfürsten und Fürstbischof

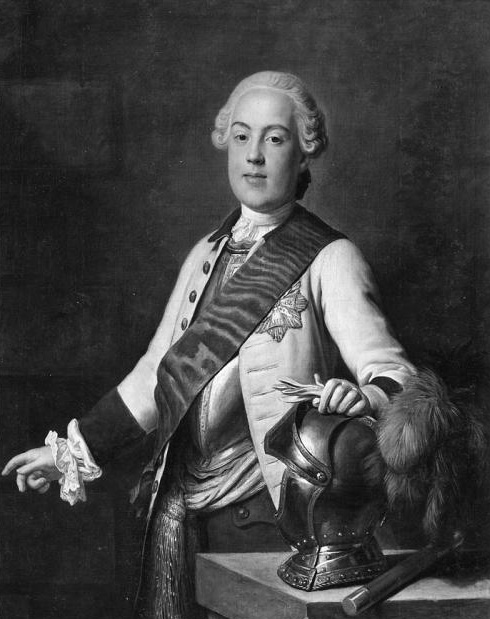
Clemens Wenzeslaus als österreichischer Feldmarschallleutnant mit Bruststern und Schärpe des Ordens vom Weißen Adler

Clemens Wenzeslaus trat 1760 in Wien in österreichischen Kriegsdienst, nahm als Feldmarschall-Leutnant an der Schlacht bei Torgau (3. November 1760) teil, entschied sich jedoch wegen labiler Gesundheit und häufigen rheumatischen Beschwerden für den geistlichen Stand und erhielt 1763 mit Hilfe seines Schwagers Kurfürst Maximilian III. Joseph die bayerischen Bistümer Freising und Regensburg, auf die er jedoch schon 1768 verzichtete, um Erzbischof und Kurfürst von Trier und Fürstbischof von Augsburg zu werden; 1787 erhielt er auch die Fürstpropstei Ellwangen. Am 21. September 1763 empfing er in Freising durch den Weihbischof Franz Ignaz Albert von Werdenstein die Niederen Weihen und die Subdiakonatsweihe. In München weihte ihn der Augsburger Fürstbischof Joseph Ignaz Philipp von Hessen-Darmstadt zum Priester und  am 1. Mai 1764 feierte er in der Münchener Jesuitenkirche seine Primiz. Am 10. August 1766 wurde er von Joseph Ignaz Philipp von Hessen-Darmstadt im Freisinger Dom zum Bischof geweiht.
Am 21. Februar 1768 trat er sein Amt als Kurfürst in Trier an. Obwohl die Feier seinem Wunsch gemäß bescheiden war, wurde er mit Glockengeläut, Böllerschüssen und Trommelwirbel empfangen und am folgenden Tag inthronisiert. Eine Woche später reiste er mit dem Schiff nach Koblenz, wo er am Nachmittag des 28. Februar 1768 am Koblenzer Deutschen Eck eintraf. Von dort ging es weiter zum Residenzschloss in Ehrenbreitstein. Kostspielige Freudenbekundungen hatte er sich auch hier verbeten; „die Liebe der Unterthanen sollte seine Ehre sein“. Entsprechend groß war der Jubel bei seiner Ankunft. Von Koblenz-Ehrenbreitstein und ab 1786 vom Koblenzer Schloss regierte er das Kurfürstentum; in Trier hielt er sich während seiner Regentschaft nur dreimal auf.

### Bautätigkeit

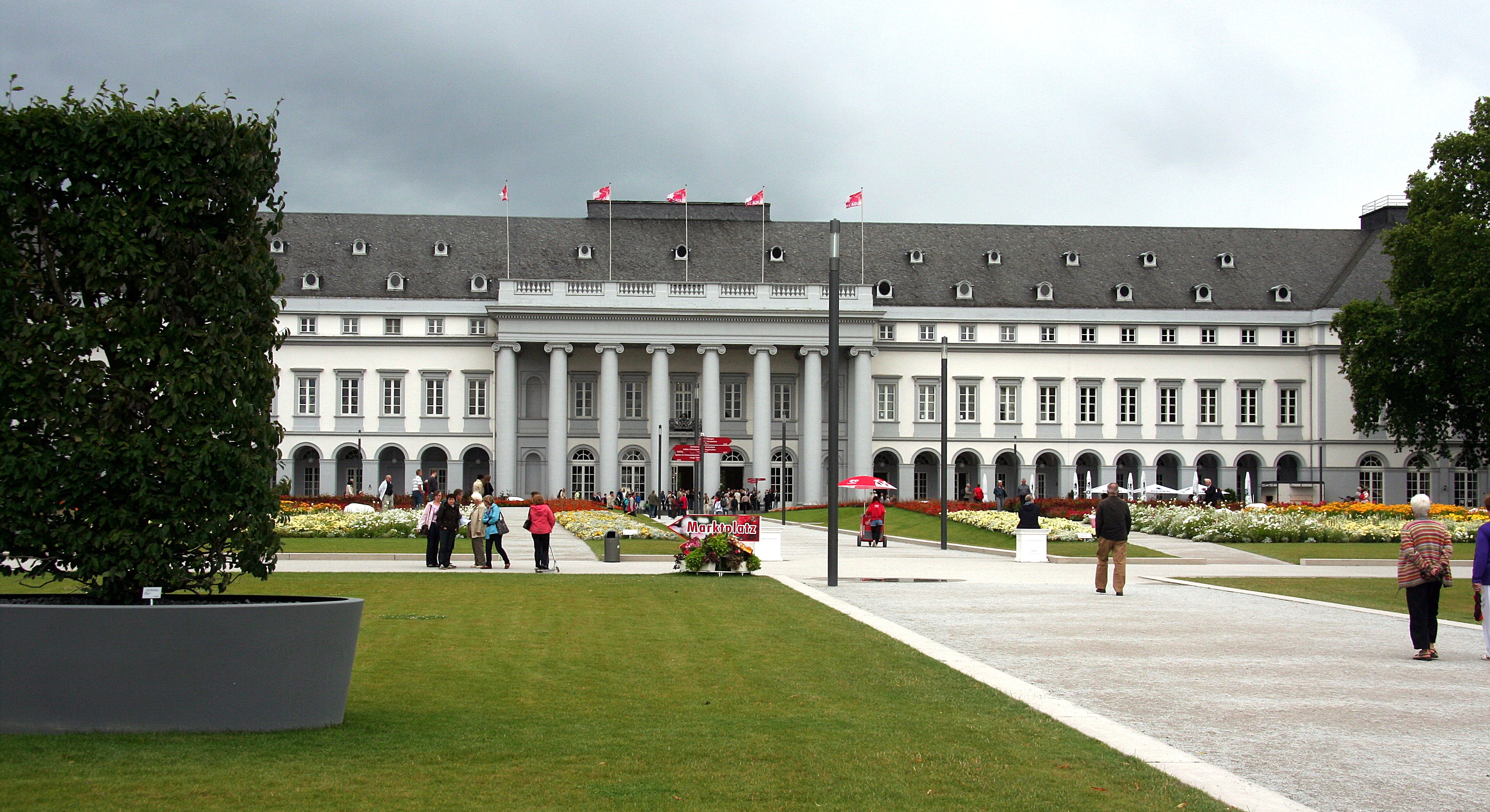
Kurfürstliches Schloss Koblenz

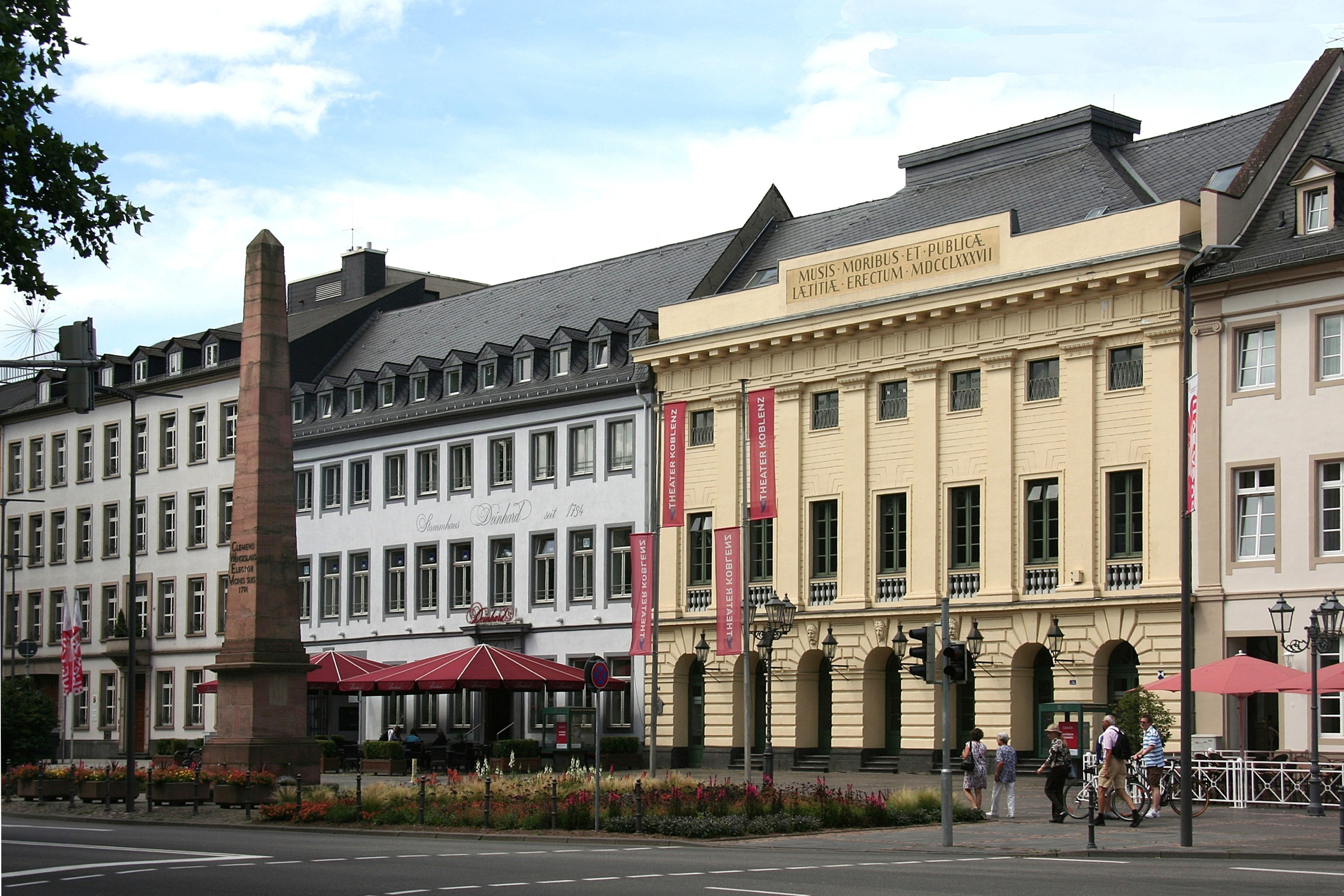
Stadttheater Koblenz, davor der Clemensbrunnen

Clemens Wenzeslaus hielt einen prächtigen Hof und ließ in Koblenz ein kostspieliges Schloss erbauen, wohin er 1786 seine Residenz von dem baufällig gewordenen Schloss Philippsburg unterhalb Ehrenbreitsteins verlegte. Besonders die Musik wurde an seinem Hof gepflegt, auch ließ er ein öffentliches Theater, das heutige Theater Koblenz, errichten. Es wurde am 23. November 1787, dem Namenstag des Kurfürsten, mit Mozarts Oper Entführung aus dem Serail eingeweiht. Angesichts der hohen Kosten, die der Bau des Schlosses verursachte, fand Clemens Wenzeslaus im Finanzberater seiner Schwester Kunigunde, dem Hofrat Franz-Joseph Schmitz, einen privaten Finanzier für das Theater. Als Gegenleistung erhielt Schmitz den Titel des ersten Direktors des „Comoedien-, Opern-, Ball-, und Assembléehauses“ und wurde von Steuerzahlungen befreit. Prinzessin Kunigunde war regierende Fürstäbtissin des Stiftes Essen und Reichsstiftes Thorn, lebte aber zumeist in Koblenz am Hof ihres Bruders.
In den Jahren 1783 bis 1786 hatte Clemens Wenzeslaus über die Moselbrücke eine Wasserleitung von Metternich in die Altstadt legen lassen. Sie führte dort zu einem Turm der Stadtmauer, der zum Wasserturm umgebaut wurde, von dem das Schloss mit frischem Quellwasser versorgt wurde. 1791 ließ er auf dem Clemensplatz für die Bevölkerung einen Trinkwasserbrunnen mit einem 19 Meter hohen Obelisken anlegen, der heute vor dem Stadttheater steht.
In Bertrich betrieb Clemens Wenzeslaus 1779 mit 100.000 Gulden die Erweiterung des seit 1657 bestehenden kurfürstlichen Badehauses und den Bau eines Gasthofs für 60 Gäste. Damit wollte er dem Bad mit der einzigen Glaubersalztherme in Deutschland zu wirtschaftlichem Aufschwung verhelfen. Er selbst suchte 1785 und 1787 Linderung in dem Bad.

### Hofhaltung
Die weltliche Hofhaltung Clemens Wenzeslaus’ war in höchstem Maße herrschaftlich. Bis zu 520 Personen waren in Spitzenzeiten für ihn tätig. Dazu gehörte unter anderem ein Ärzteteam, darunter sein Erster Leibmedicus Johann Gottlob Haupt (1721–1794), den er aus seiner Jugendzeit in Sachsen kannte. Dem Ersten Leibarzt standen drei weitere Leibärzte zur Seite. Die Leibärzte betreuten den Kurfürsten sowohl am Hof als auch auf Reisen und standen überdies den Bediensteten zur Verfügung. Außer den Leibärzten standen vier Hofchirurgen im kurfürstlichen Dienst.
Die Aufgaben seiner Mund- und Hofköche hatte Clemens Wenzeslaus genauestens geregelt. Vor allem waren sie gehalten, mit den Lebensmitteln sparsam umzugehen. Der Weinkonsum bei Hof soll hoch gewesen sein; beim Essen übrig gebliebene Weinreste wurden allerdings nicht ausgeschüttet, sondern gesammelt und als Essigansatz aufbewahrt. Der Bierverbrauch soll gering gewesen sein.
Besuche und prunkvolle Empfänge waren selten. Anlässlich der Einweihung des neuen Koblenzer Schlosses am 23. November 1787 sollen jedoch nach einem feierlichen Gottesdienst in der Liebfrauenkirche 600 Personen an einem Ball teilgenommen haben, bei dem „an Speisen und Getränken alles im Überfluss“ geflossen sei. An diesem Festtag amnestierte der Kurfürst allerdings auch 32 Gefangene und verteilte 2.000 Gulden an Bedürftige in Koblenz und Ehrenbreitstein.

### Gesetze und Erlasse
Den Ideen der Aufklärung nicht abgeneigt, förderte er im Kurfürstentum Trier besonders das Schulwesen und suchte durch ein Toleranzedikt (1783) sowie durch Schaffung verschiedener gemeinnütziger Einrichtungen, Bildung und Wohlstand zu heben. Seine Haltung in kirchlichen Dingen war schwankend: Er behielt die Jesuiten auch nach Auflösung des Ordens im Land und protestierte gegen radikale Reformen seines Vetters Joseph II. in Religionssachen, schützte aber den katholischen Aufklärer Hontheim und stellte 1786 die Emser Punktation mit aus, die eine größere Unabhängigkeit der Kirche des Heiligen Römischen Reiches von Rom zum Ziel hatte.
Da Wallfahrten in vielen Gemeinden mitunter in unhaltbaren Aberglauben ausarteten wie auch zu weltlichen Vergnügungen gerieten, verbot Clemens Wenzeslaus mit Gesetz vom 29. November 1784 Prozessionen, die länger als eine Stunde dauerten. Auch abergläubische Bräuche wie das Wetterläuten wurden untersagt. Ebenso waren bereits vorher auf bischöflich landesherrliche Verordnung etliche Feiertage abgeschafft worden.
Am 30. Oktober 1787 erließ er eine landesherrliche Verordnung zur Qualitätsverbesserung des heimischen Weinbaues. Danach sollten innerhalb von sieben Jahren die unter dem Namen „rheinisch“ bekannte Gattung von Weinreben, die Trauben mit schlechten Eigenschaften und zu viel Säure lieferte, ausgerottet und durch „gute“ Reben – gemeint war damit der Riesling – ersetzt werden. Diese Anordnung wurde im gesamten Herrschaftsbereich des Trierer Kurfürsten rigoros umgesetzt. Lediglich in den Randbereichen des Territoriums Trier wie z. B. an der Obermosel bei den Orten Nittel, Wincheringen, Nennig, Besch und Perl, wo vielfach ein Kondominium mit Frankreich und dem Herzogtum Luxemburg bestand, konnte diese Anordnung nicht unmittelbar von den kurtrierischen Behörden durchgesetzt werden.
Während in Preußen bereits 1717 die Schulpflicht eingeführt worden war, besuchten die Kinder im Bistum Augsburg die Volksschule weiterhin freiwillig – und zwar nur im Winter –, bis Clemens Wenzeslaus 1786 den Schulbesuch für alle Kinder unter Strafandrohung zur Pflicht machte.

### Entwicklung unter der Französischen Revolution

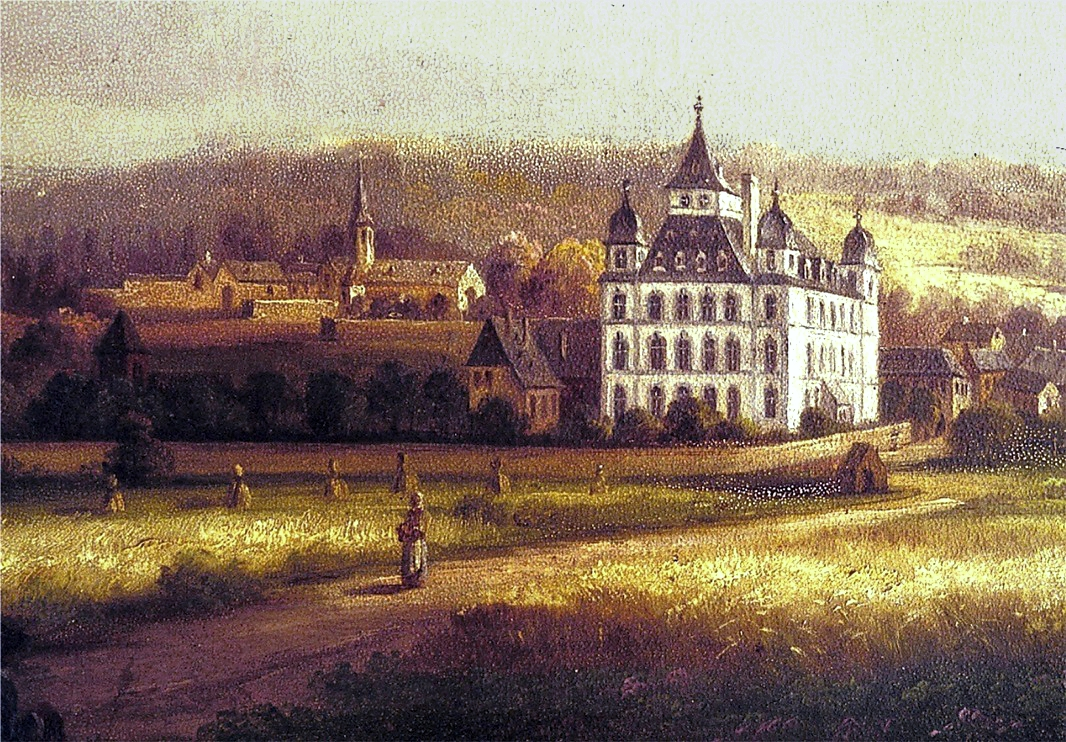
Kurfürstliches Schloss zu Kärlich

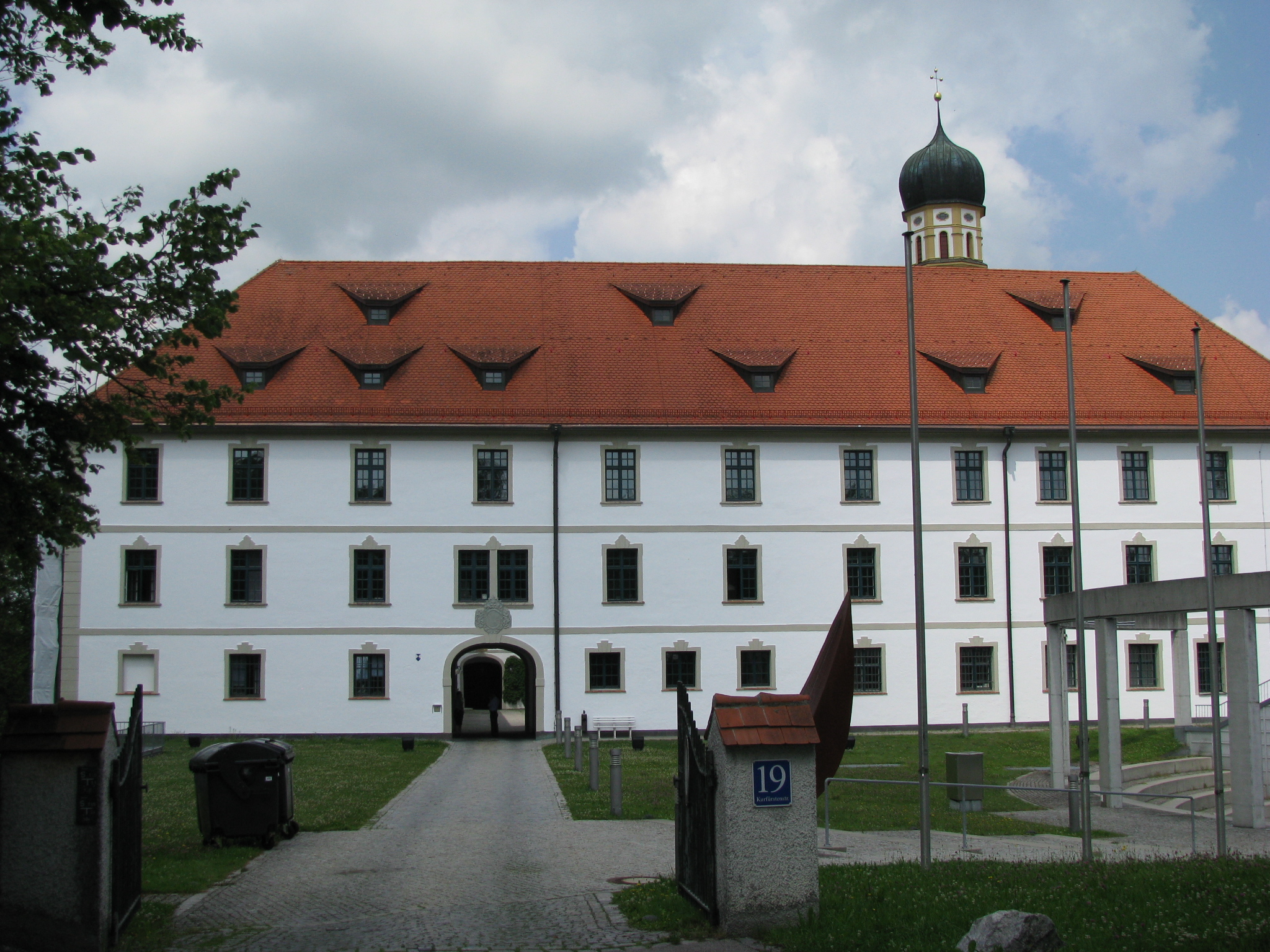
Fürstbischöfliches Schloss Marktoberdorf, Bayern

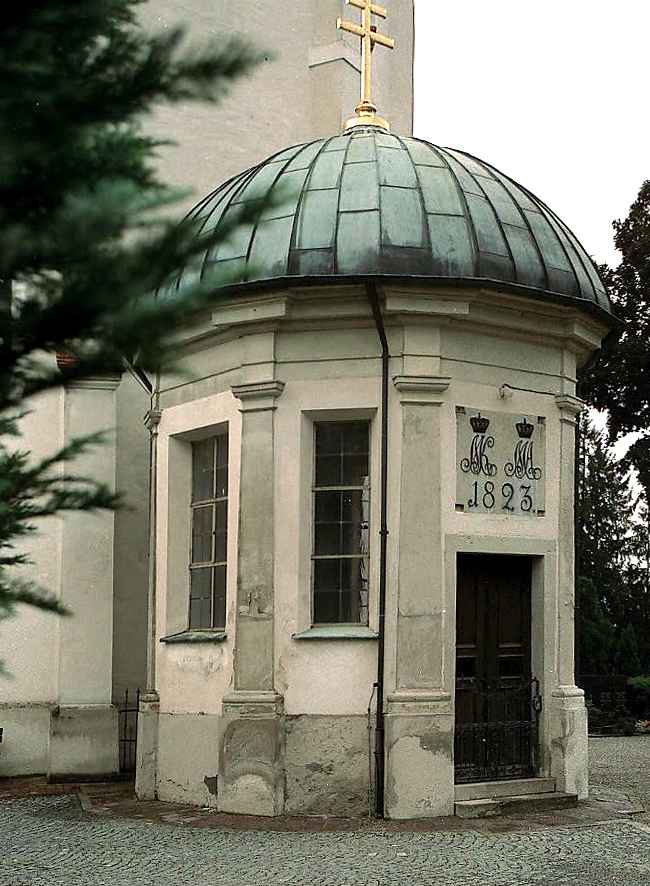
Grabkapelle des Kurfürsten an der Pfarrkirche von Marktoberdorf, 2003

Häufig weilte Clemens Wenzeslaus auch im Schloss zu Kärlich (bei Koblenz), einem Jagdschloss der Trierer Kurfürsten, obwohl er selbst kein Freund der damals überaus grausamen Jagd gewesen sein soll. In der Kapelle dieses Schlosses weihte er am 10. August 1784 den französischen Theologiestudenten Franz Josef Pey zum Priester, der am 3. September 1792 zusammen mit 190 weiteren Priestern während der Septembermassaker in Paris als Märtyrer starb.
Erschreckt durch den Ausbruch der Französischen Revolution stellte er alle Reformen ein und führte ein strengeres Regiment. Den Emigranten und den flüchtigen Mitgliedern des ihm verwandten französischen Hofes bot er eine Zufluchtsstätte, und Koblenz wurde Mittelpunkt der französischen Royalisten, die hier eine eigene Armee aufbauten (Armée de Condé). Vom September bis zum 21. Oktober 1792 war Clemens Wenzeslaus in seinem Schloss in Kärlich, bevor er unter dem Druck der Revolution nach Bonn floh. Zwei Jahre später zerstörte die französische Revolutionsarmee das Schloss in Kärlich. In der Zwischenzeit hielt sich Clemens Wenzeslaus in Augsburg und Oberdorf (seit 1898 Markt Oberdorf und seit 1953 Marktoberdorf) auf und kehrte 1793 noch einmal kurz nach Koblenz zurück. Doch 1794 musste er die Stadt schon wieder verlassen und erneut nach Oberdorf ziehen, als die französischen Truppen anrückten. Aber auch dort fand er zunächst keine sichere Bleibe. Denn als General Moreau 1796 in Süddeutschland einfiel, mussten er und seine Schwester in ihre Heimat Sachsen fliehen, ebenso einige Jahre später im Zweiten Koalitionskrieg (1799–1802).   Am 7. Juli 1801 kehrte er nach Oberdorf zurück. Angeblich stellte der Kurfürst dort eine halbe Million Gulden zur Beseitigung von Kriegsschäden bereit.
Clemens Wenzeslaus wurde vom Sieg der Revolution schwer betroffen: im Frieden von Lunéville (1801) verlor er den linksrheinischen, größten Teil des Kurstaats, 1803 aufgrund des Reichsdeputationshauptschlusses auch dessen Rest sowie das Fürstbistum Augsburg und die Fürstpropstei Ellwangen. Mit einer Pension von 100.000 Gulden zog er sich nach Augsburg zurück und starb am 27. Juli 1812 auf seinem Sommersitz Schloss Oberdorf im Allgäu. Seine Schwester Kunigunde, die bis zu seinem Tod bei ihm war, zog dann nach Dresden.
Das Grab von Clemens Wenzeslaus befindet sich in einer 1823 errichteten Kapelle an der Stadtpfarrkirche St. Martin in Marktoberdorf. Seine Schwester und seine Nichte Herzogin  Maria Amalie von Sachsen (1757–1831) hatten sich für den Bau der Kapelle eingesetzt. Sein Herz ist in der Krypta der ehemaligen Klosterkirche St. Ulrich und Afra in Augsburg beigesetzt.

## Titel
Im „Kurfürstlich-Trierischen Hof- und Statskalender“ aus dem Jahr 1790 werden alle Titel des Clemens Wenzeslaus genannt:
- Erzkanzler des Heiligen Römischen Reichs
- Erzbischof und Kurfürst zu Trier
- Bischof zu Augsburg
- gefürsteter Propst zu Ellwangen
- Administrator der gefürsteten Abtei Prüm
- königlicher Prinz in Polen und Litauen
- Herzog zu Sachsen, Jülich, Cleve, Berg, Engern und Westfalen
- Landgraf von Thüringen
- Markgraf von Meißen, der Niederlausitz und der Oberlausitz
- gefürsteter Graf zu Henneberg
- Graf zu der Mark, Ravensberg, Barby und Hanau
- Herr zu Ravenstein

## Ehrungen
- Der Clemensbrunnen in Koblenz ist seit 1791 nach seinem Erbauer benannt.
- 1799 Umbenennung des Churfürstlich Sächs. Chevaulegerregiments C I von 1734/2 (siehe auch Ulanen#Deutschland) in „Prinz Clemens“
- Benennung des Clemensplatzes in Koblenz.
- Am 21. März 1821 Umbenennung der Schanzstraße in Clemensstraße in Koblenz.
- Clementinum in Trier, von ihm gestiftetes Gebäude des Trierer Priesterseminars.

## Rezeption
Nach einer Legende ist Clemens Wenzeslaus von Sachsen der Erfinder des Getränks Kalte Ente, einer alkoholischen Bowle, die im Wesentlichen aus Wein und Sekt besteht und mit einer Zitrone oder Zitronenmelisse verfeinert wird.
Clara Viebig machte sein Leben zum Gegenstand ihrer Romanbiographie Prinzen, Prälaten und Sansculotten (1931).

## Vorfahren
| Ahnentafel Clemens Wenzeslaus’ von Sachsen | Ahnentafel Clemens Wenzeslaus’ von Sachsen                                                                        | Ahnentafel Clemens Wenzeslaus’ von Sachsen                                                                             | Ahnentafel Clemens Wenzeslaus’ von Sachsen                                                                        | Ahnentafel Clemens Wenzeslaus’ von Sachsen                                                                        | Ahnentafel Clemens Wenzeslaus’ von Sachsen                                                      | Ahnentafel Clemens Wenzeslaus’ von Sachsen                                                                  | Ahnentafel Clemens Wenzeslaus’ von Sachsen                                                                         | Ahnentafel Clemens Wenzeslaus’ von Sachsen                                                                         |
| ------------------------------------------ | --- | --- | --- | --- | ----------------------------------------------------------------------------------------------- | --- | --- | --- |
| Ururgroßeltern                             | Kurfürst Johann Georg II. von Sachsen (1613–1680) ⚭ 1638 Magdalena Sibylle von Brandenburg-Bayreuth (1612–1687)   | König Friedrich III. von Dänemark und Norwegen (1609–1670) ⚭ 1643 Sophie Amalie von Braunschweig-Calenberg (1628–1685) | Erdmann August von Brandenburg-Bayreuth (1615–1651) ⚭ 1641 Sophie von Brandenburg-Ansbach (1614–1646)             | Herzog Eberhard III. von Württemberg (1614–1674) ⚭ 1637 Anna Katharina Dorothea von Salm-Kyrburg (1614–1655)      | Kaiser Ferdinand III. (1608–1657) ⚭ 1631 Maria Anna von Spanien (1606–1646)                     | Kurfürst Philipp Wilhelm von der Pfalz (1615–1690) ⚭ 1653 Elisabeth Amalia von Hessen-Darmstadt (1635–1709) | Herzog Georg von Braunschweig-Lüneburg (1582–1641) ⚭ 1617 Anna Eleonore von Hessen-Darmstadt (1601–1659)           | Eduard von der Pfalz (1625–1663) ⚭ 1645 Anna Gonzaga (1616–1684)                                                   |
| Urgroßeltern                               | Kurfürst Johann Georg III. von Sachsen (1647–1691) ⚭ 1666 Anna Sophie von Dänemark (1647–1717)                    | Kurfürst Johann Georg III. von Sachsen (1647–1691) ⚭ 1666 Anna Sophie von Dänemark (1647–1717)                         | Markgraf Christian Ernst von Brandenburg-Bayreuth (1644–1712) ⚭ 1671 Sophie Luise von Württemberg (1642–1702)     | Markgraf Christian Ernst von Brandenburg-Bayreuth (1644–1712) ⚭ 1671 Sophie Luise von Württemberg (1642–1702)     | Kaiser Leopold I. (1640–1705) ⚭ 1676 Eleonore Magdalene von der Pfalz (1655–1720)               | Kaiser Leopold I. (1640–1705) ⚭ 1676 Eleonore Magdalene von der Pfalz (1655–1720)                           | Herzog Johann Friedrich von Braunschweig-Lüneburg (1625–1679) ⚭ 1668 Benedicta Henriette von der Pfalz (1652–1730) | Herzog Johann Friedrich von Braunschweig-Lüneburg (1625–1679) ⚭ 1668 Benedicta Henriette von der Pfalz (1652–1730) |
| Großeltern                                 | König August II. von Sachsen-Polen (1670–1733) ⚭ 1693 Christiane Eberhardine von Brandenburg-Bayreuth (1671–1727) | König August II. von Sachsen-Polen (1670–1733) ⚭ 1693 Christiane Eberhardine von Brandenburg-Bayreuth (1671–1727)      | König August II. von Sachsen-Polen (1670–1733) ⚭ 1693 Christiane Eberhardine von Brandenburg-Bayreuth (1671–1727) | König August II. von Sachsen-Polen (1670–1733) ⚭ 1693 Christiane Eberhardine von Brandenburg-Bayreuth (1671–1727) | Kaiser Joseph I. (1678–1711) ⚭ 1699 Wilhelmine Amalie von Braunschweig-Lüneburg (1673–1742)     | Kaiser Joseph I. (1678–1711) ⚭ 1699 Wilhelmine Amalie von Braunschweig-Lüneburg (1673–1742)                 | Kaiser Joseph I. (1678–1711) ⚭ 1699 Wilhelmine Amalie von Braunschweig-Lüneburg (1673–1742)                        | Kaiser Joseph I. (1678–1711) ⚭ 1699 Wilhelmine Amalie von Braunschweig-Lüneburg (1673–1742)                        |
| Eltern                                     | König August III. von Sachsen-Polen (1696–1763) ⚭ 1719 Maria Josepha von Österreich (1699–1757)                   | König August III. von Sachsen-Polen (1696–1763) ⚭ 1719 Maria Josepha von Österreich (1699–1757)                        | König August III. von Sachsen-Polen (1696–1763) ⚭ 1719 Maria Josepha von Österreich (1699–1757)                   | König August III. von Sachsen-Polen (1696–1763) ⚭ 1719 Maria Josepha von Österreich (1699–1757)                   | König August III. von Sachsen-Polen (1696–1763) ⚭ 1719 Maria Josepha von Österreich (1699–1757) | König August III. von Sachsen-Polen (1696–1763) ⚭ 1719 Maria Josepha von Österreich (1699–1757)             | König August III. von Sachsen-Polen (1696–1763) ⚭ 1719 Maria Josepha von Österreich (1699–1757)                    | König August III. von Sachsen-Polen (1696–1763) ⚭ 1719 Maria Josepha von Österreich (1699–1757)                    |
| Clemens Wenzeslaus von Sachsen             | | | | |                                                                                                 | | | |